# 海原幸夫
海原 幸夫（かいはら ゆきお、1919年3月26日 - 没年不詳）は、日本の録音技師である。戦前の日活京都撮影所、および戦時統合による大映の成立後も引き続き戦後も大映京都撮影所で技師を務めた。

## 人物・来歴
1919年（大正8年）3月26日、京都府京都市に生まれる。
京都市立商工専修学校（現在の京都市立堀川高等学校）を卒業し、1935年（昭和10年）、日活京都撮影所に入社する。録音技師として記録に残るもっとも古い作品は、1937年（昭和12年）6月17日に公開された池田富保監督の『唐人お吉 黒船情話』であり、同作公開時に海原は満18歳であった。同年は、剣戟スター俳優の阪東妻三郎が阪東妻三郎プロダクションを解散、映画監督のマキノ正博（のちのマキノ雅弘）がマキノトーキー製作所を解散し、それぞれ同撮影所に入社した年で、海原は同年末に公開された阪東主演・マキノ監督による正月映画『血煙高田の馬場』の録音技師に抜擢されている。
1942年（昭和17年）1月27日、戦時統合によって大映が設立され、日活の製作部門である同撮影所は大映に統合されて、大映京都撮影所になるが、海原は引き続き同社に継続入社する。
1951年（昭和26年）、1953年（昭和28年）の『キネマ旬報』の記事によれば、海原は当時、技術契約者として大映京都撮影所に所属していた。当時の所長は川口松太郎（1951年）、のちに酒井箴（1953年）、監督契約者に伊藤大輔、加戸敏、吉村公三郎、安田公義、安達伸生、衣笠貞之助、溝口健二、新藤兼人、森一生、録音部の契約者には大谷巖、大角正夫、奥村雅弘、中村敏夫が在籍していた。
1956年（昭和31年）、第11回毎日映画コンクール録音賞を受賞、対象作品は、『新平家物語 義仲をめぐる三人の女』（監督衣笠貞之助、1956年）、『残菊物語』（監督島耕二、1956年）、『夜の河』（監督吉村公三郎、1956年）である。1970年代には同撮影所が関わった連続テレビドラマの録音を手がけている。記録に残る最後の仕事は、1976年4月5日 - 同年9月27日の期間に放映された、勝プロダクション・フジテレビジョン製作による連続テレビドラマ『夫婦旅日記 さらば浪人』で、放送終了時点での海原は、満57歳であった。
正確な時期は不明であるが、2007年（平成19年）6月に発行された『日本の映画人』によれば、同書掲載時点ですでに死去しているとされる。

## フィルモグラフィ
すべてクレジットは「録音」である。東京国立近代美術館フィルムセンター（NFC）所蔵等の上映用プリントの現存状況についても記す

### 日活京都撮影所
すべて製作は「日活京都撮影所」、配給は「日活」である。
- 『唐人お吉 黒船情話』 : 監督池田富保、1937年6月17日公開
- 『曠原の魂』 : 監督稲垣浩、1937年9月1日公開[7]
- 『妖棋伝 前篇』 : 監督マキノ正博、1937年10月1日公開[7][8]
- 『江戸の荒鷲』 : 監督マキノ正博、1937年11月4日公開[7]
- 『国定忠治』 : 監督マキノ正博、1937年11月18日公開[7]
- 『血煙高田の馬場』（戦後改題『決闘高田の馬場』） : 監督マキノ正博・稲垣浩、1937年12月31日公開 - 現存（NFC所蔵[9]）
- 『自来也』（戦後改題『忍術三妖伝』） : 監督マキノ正博、1937年12月31日公開 - 現存（NFC所蔵[9]）
- 『鴛鴦道中』 : 監督マキノ正博、1938年2月17日公開[7][8]
- 『忠臣蔵 天の巻』 : 監督マキノ正博、1938年3月31日公開 - 現存（NFC所蔵[9]）
- 『忠次小守唄』 : 監督マキノ正博、1938年5月12日公開
- 『燃ゆる黎明』 : 監督マキノ正博、1938年9月29日公開[8]
- 『弥次㐂夛道中記』 : 監督マキノ正博、1938年12月1日公開 - 現存（NFC所蔵[9]）
- 『初姿人情鳶』 : 監督衣笠十四三、1938年12月31日公開[7] - 16mmプリント『大江戸の闇』として現存（NFC所蔵[9][10]）
- 『袈裟と盛遠』 : 監督マキノ正博、1939年3月15日公開[7][8]
- 『鍔鳴浪人』 : 監督荒井良平、1939年12月30日 - 現存（NFC所蔵[9]）
- 『續 鍔鳴浪人』 : 監督荒井良平、1939年12月30日 - 現存（NFC所蔵[9]）
- 『鞍馬天狗 江戸日記』 : 監督松田定次、1939年7月1日公開 - 現存（NFC所蔵[11]）
- 『うぐいす侍』 : 監督丸根賛太郎、1939年8月31日公開

### 大映京都撮影所

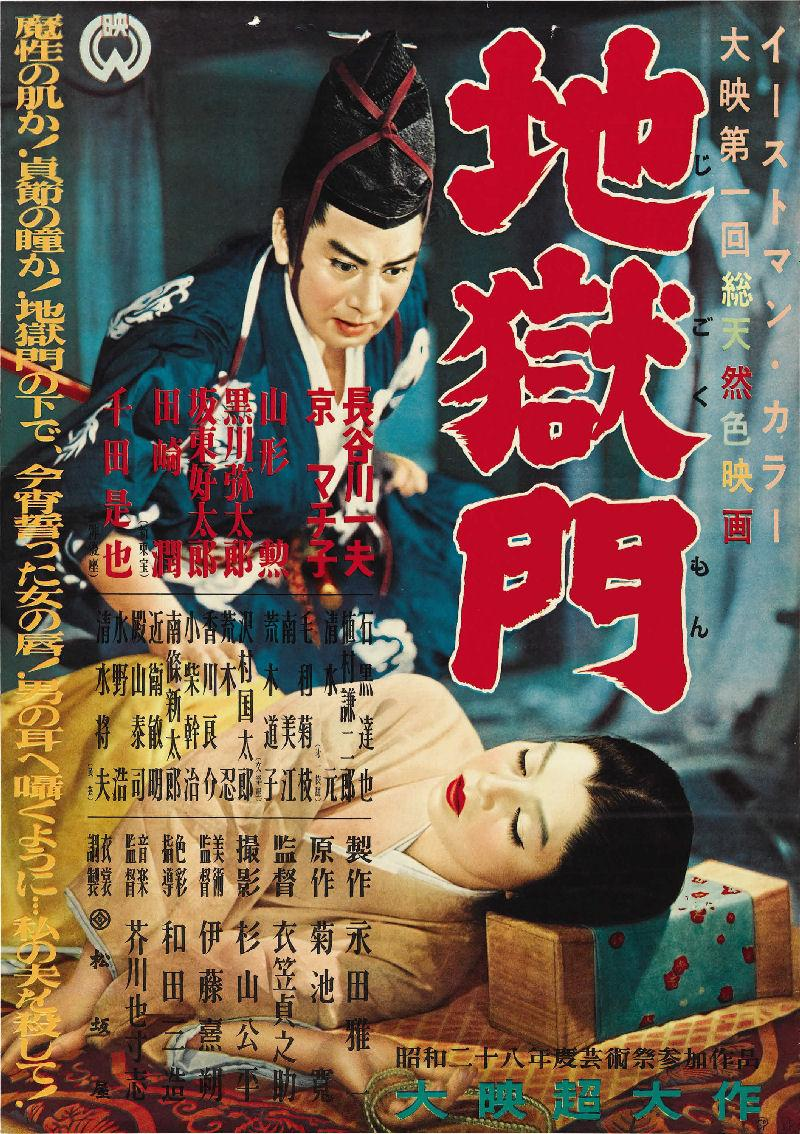
『地獄門』（監督衣笠貞之助、1953年）ポスター。

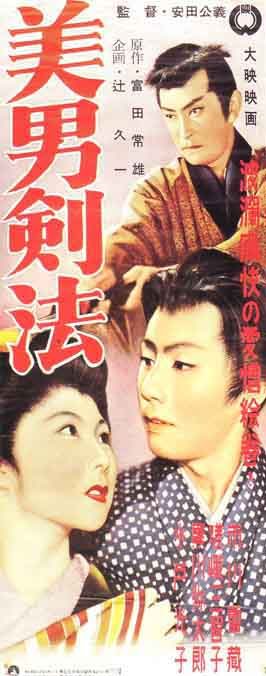
『潮来出島 美男剣法』（監督安田公義、1954年）ポスター。

特筆以外はすべて製作は「大映京都撮影所」、配給は「大映」である。
- 『決闘般若坂』 : 監督伊藤大輔、配給映画配給社、1943年7月15日公開 - 現存（NFC所蔵[9]）
- 『劔風練兵館』（『剣風練兵館』） : 監督牛原虚彦、配給映画配給社、1944年1月3日公開 - 現存（NFC所蔵[9]）
- 『菊池千本槍 シドニー特別攻撃隊』 : 監督池田富保・白井戦太郎、製作大映、配給映画配給社、1944年1月14日公開
- 『お馬は七十七万石』 : 監督安田公義、配給映画配給社、1944年2月24日公開 - 現存（NFC所蔵[9]）
- 『殴られたお殿様』 : 監督丸根賛太郎、1946年3月21日公開
- 『飛ぶ唄』 : 監督菅英雄、監督指導丸根賛太郎、1946年6月20日公開
- 『おかぐら兄弟』 : 監督稲垣浩、1946年10月22日公開 - 現存（NFC所蔵[9]）
- 『十三の眼』 : 監督松田定次、1947年6月24日公開
- 『宵祭八百八町』 : 監督松田定次、1947年8月10日公開
- 『素浪人罷通る』 : 監督伊藤大輔、1947年10月28日公開 - 現存（NFC所蔵[9]）
- 『木曾の天狗』 : 監督松田定次、1948年4月19日公開
- 『二十一の指紋』 : 監督松田定次、1948年7月12日公開
- 『王将』 : 監督伊藤大輔、1948年10月18日公開 - 現存（NFC所蔵[9]）
- 『天狗飛脚』 : 監督丸根賛太郎、1949年1月4日公開
- 『地下街の弾痕』 : 監督森一生、1949年5月2日公開
- 『わたしの名は情婦』 : 監督森一生、1949年8月22日公開
- 『山を飛ぶ花笠』 : 監督伊藤大輔、1949年9月11日公開 - 現存（NFC所蔵[9]）
- 『遙かなり母の国』 : 監督伊藤大輔、製作大映東京撮影所、配給大映、1950年3月5日公開 - 現存（NFC所蔵[9]）
- 『われ幻の魚見たり』 : 監督伊藤大輔、1950年5月6日公開 - 現存（NFC所蔵[9]）
- 『千両肌』 : 監督冬島泰三、製作新演伎座、配給大映、1950年7月15日公開
- 『赤城から来た男』 : 監督木村恵吾、1950年10月7日公開 - 現存（NFC所蔵[9]）
- 『紅蝙蝠』 : 監督衣笠貞之助、1950年12月30日公開
- 『月の渡り鳥』 : 監督冬島泰三、1951年3月15日公開
- 『上州鴉』 : 監督衣笠貞之助、1951年5月25日公開
- 『名月走馬燈』 : 監督衣笠貞之助、1951年7月11日公開
- 『女次郎長ワクワク道中』 : 監督加戸敏、1951年10月4日公開
- 『十六夜街道』 : 監督安田公義、1951年12月14日公開
- 『振袖狂女』 : 監督安田公義、1952年7月10日公開[12] - 現存（NFC所蔵[9]）
- 『千羽鶴』 : 監督吉村公三郎、製作大映東京撮影所、配給大映、1953年1月15日公開 - 現存（NFC所蔵[9]）
- 『妖精は花の匂いがする』 : 監督久松静児、1953年2月19日公開[8]
- 『花の講道館』 : 監督森一生、1953年4月29日公開 - 現存（NFC所蔵[9]）
- 『地獄門』 : 監督衣笠貞之助、1953年10月31日公開 - 現存（NFC所蔵[9]）
- 『怪盗まだら蜘蛛』 : 監督安田公義、1954年1月15日公開[8]
- 『番町皿屋敷 お菊と播磨』（『お菊と播磨』） : 監督伊藤大輔、1954年3月3日公開 - 現存（NFC所蔵[9]）
- 『花の長脇差』 : 監督衣笠貞之助、1954年4月28日公開 - 現存（NFC所蔵[9]）
- 『暴力市街』 : 監督安達伸生、1953年6月24日公開[8]
- 『知らずの弥太郎』 : 監督森一生、1954年6月20日公開[8]
- 『鉄火奉行』 : 監督衣笠貞之助、1954年8月11日公開[8]
- 『銭形平次捕物控 幽霊大名』 : 監督弘津三男、1954年9月29日公開
- 『お富さん』 : 監督天野信、1954年11月3日公開[8]
- 『潮来出島 美男剣法』 : 監督安田公義、製作大映東京撮影所、配給大映、1954年12月22日公開
- 『次男坊鴉』 : 監督弘津三男、1955年1月29日公開
- 『麝香屋敷』 : 監督田坂勝彦、1955年3月11日公開
- 『つばくろ笠』 : 監督田坂勝彦、1955年5月15日公開
- 『藤十郎の恋』 : 監督森一生、1955年6月15日公開
- 『かんかん虫は唄う』 : 監督三隅研次、1955年8月31日公開
- 『いろは囃子』 : 監督加戸敏、1955年11月1日公開
- 『新・平家物語 義仲をめぐる三人の女』 : 監督衣笠貞之助、1956年1月15日公開 - 現存（NFC所蔵[9]）
- 『銭形平次捕物控 死美人風呂』 : 監督加戸敏、1956年2月11日公開
- 『残菊物語』 : 監督島耕二、1956年4月23日公開 - 現存（NFC所蔵[9]）
- 『折鶴七変化』 : 監督安田公義、1956年8月1日公開
- 『続折鶴七変化』 : 監督安田公義、1956年8月8日公開
- 『夜の河』 : 監督吉村公三郎、製作大映東京撮影所、配給大映、1956年9月12日公開 - 現存（NFC所蔵[9]）
- 『不知火奉行』 : 監督三隅研次、1956年9月19日公開
- 『新・平家物語 静と義経』 : 監督島耕二、1956年11月28日公開
- 『一夜の百万長者』 : 監督斎藤寅次郎、1957年1月3日公開 - 現存（NFC所蔵[9]）
- 『大阪物語』 : 監督吉村公三郎、1957年3月6日公開 - 現存（NFC所蔵[9]）
- 『狙われた土曜日』 : 監督天野信、1957年4月16日公開
- 『地獄花』 : 監督伊藤大輔、1957年6月25日公開 - 現存（NFC所蔵[9]）
- 『赤胴鈴之助 鬼面党退治』 : 監督安田公義、1957年8月13日公開
- 『赤胴鈴之助 飛鳥流真空斬り』 : 監督安田公義、1957年8月25日公開
- 『鬼火駕籠』 : 監督弘津三男、1957年11月10日公開
- 『銭形平次捕物控 八人の花嫁』 : 監督田坂勝彦、1958年1月3日公開
- 『江戸っ子祭』 : 監督島耕二、1958年2月12日公開
- 『旅は気まぐれ風まかせ』 : 監督田坂勝彦、1958年4月16日公開 - 現存（NFC所蔵[9]）
- 『口笛を吹く渡り鳥』 : 監督田坂勝彦、1958年6月29日公開
- 『女狐風呂』 : 監督安田公義、1958年7月13日公開
- 『花の遊侠伝』 : 監督安田公義、1958年8月31日公開
- 『血文字船』 : 監督田坂勝彦、1958年10月27日公開
- 『人肌牡丹』 : 監督森一生、1959年1月3日公開
- 『からくり雛人形』 : 監督西沢宣匠、1959年2月25日公開
- 『お嬢吉三』 : 監督田中徳三、1959年4月21日公開
- 『千代田城炎上』 : 監督安田公義、1959年6月13日公開
- 『お役者鮫』 : 監督加戸敏、1959年8月29日公開
- 『薄桜記』 : 監督森一生、1959年11月22日公開 - 現存（NFC所蔵[9]）
- 『二人の武蔵』 : 監督渡辺邦男、1960年1月3日公開
- 『銭形平次捕物控 美人蜘蛛』 : 監督三隅研次、1960年3月1日公開
- 『続次郎長富士』 : 監督森一生、1960年6月1日公開
- 『怪談累が淵』 : 監督安田公義、1960年6月26日公開
- 『安珍と清姫』 : 監督島耕二、1960年8月9日公開
- 『元禄女大名』 : 監督安田公義、1960年9月9日公開 - 現存（NFC所蔵[9]）
- 『月の出の決闘』 : 監督伊藤大輔、1960年11月16日公開 - 現存（NFC所蔵[9]）
- 『花くらべ狸道中』 : 監督田中徳三、1961年1月3日公開
- 『濡れ髪牡丹』 : 監督田中徳三、1961年2月8日公開
- 『寄切り若様』 : 監督弘津三男、1961年4月2日公開
- 『喧嘩富士』 : 監督渡辺邦男、1961年4月26日公開 - 現存（NFC所蔵[9]）
- 『水戸黄門海を渡る』 : 監督渡辺邦男、1961年7月12日公開
- 『黒い三度笠』 : 監督西山正輝、1961年11月12日公開
- 『お兄哥さんとお姐さん』 : 監督黒田義之、1961年12月8日公開
- 『花の兄弟』 : 監督池広一夫、1961年12月27日公開
- 『裁かれる越前守』 : 監督田中徳三、1962年4月6日公開
- 『中山七里』 : 監督池広一夫、1962年5月27日公開
- 『悲恋の若武者』 : 監督西山正輝、1962年7月15日公開
- 『青葉城の鬼』 : 監督三隅研次、1962年9月1日公開 - 現存（NFC所蔵[9]）
- 『続・新悪名』 : 監督田中徳三、1962年11月3日公開
- 『第三の悪名』 : 監督田中徳三、1963年1月3日公開
- 『女系家族』 : 監督三隅研次、1963年3月31日公開
- 『雑兵物語』 : 監督池広一夫、1963年7月13日公開
- 『越前竹人形』 : 監督吉村公三郎、1963年10月5日公開 - 現存（NFC所蔵[9]）
- 『近世名勝負物語 花の講道館』 : 監督瑞穂春海、1963年11月16日公開 - 現存（NFC所蔵）[8]
- 『日本名勝負物語 講道館の鷲』 : 監督瑞穂春海、1964年2月1日公開
- 『黒の挑戦者』 : 監督村山三男、1964年4月4日公開
- 『忍びの者 霧隠才蔵』 : 監督田中徳三、1964年7月11日公開
- 『これからのセックス 三つの性』 : 監督瑞穂春海、1964年10月3日公開
- 『赤い手裏剣』 : 監督田中徳三、1965年2月20日公開
- 『座頭市二段斬り』 : 監督井上昭、1965年4月3日公開
- 『若親分出獄』 : 監督池広一夫、1965年8月14日公開
- 『密告者』 : 監督田中重雄、1965年11月13日公開
- 『若親分喧嘩状』 : 監督池広一夫、1966年1月1日公開
- 『眠狂四郎多情剣』 : 監督井上昭、1966年3月12日公開
- 『座頭市の歌が聞える』 : 監督田中徳三、1966年5月3日公開
- 『私は負けない』 : 監督井上昭、1966年7月30日公開
- 『殺人者』 : 監督安田公義、1966年10月1日公開
- 『新書・忍びの者』 : 監督池広一夫、1966年12月10日公開
- 『若親分を消せ』 : 監督中西忠三、1967年2月11日公開
- 『東京博徒』 : 監督安田公義、1967年2月25日公開
- 『陸軍中野学校 密命』 : 監督井上昭、1967年6月17日公開
- 『若親分兇状旅』 : 監督森一生、1967年8月12日公開
- 『ある殺し屋の鍵』 : 監督森一生、1967年12月2日公開
- 『眠狂四郎女地獄』 : 監督田中徳三、1968年1月13日公開
- 『怪談雪女郎』 : 監督田中徳三、1968年4月20日公開
- 『続やくざ坊主』 : 監督池広一夫、1968年7月13日公開
- 『兵隊やくざ 強奪』 : 監督田中徳三、1968年10月5日公開
- 『座頭市喧嘩太鼓』 : 監督三隅研次、1968年12月28日公開
- 『東海道お化け道中』 : 監督安田公義・黒田義之、1969年3月12日公開
- 『秘剣破り』 : 監督池広一夫、1969年5月31日公開
- 『刑務所破り』 : 監督池広一夫、1969年8月30日公開
- 『秘録怪猫伝』 : 監督田中徳三、1969年12月20日公開
- 『悪名一番勝負』 : 監督マキノ雅弘、1969年12月27日公開 - 現存（NFC所蔵[9]）
- 『あぶく銭』 : 監督森一生、1970年4月18日公開
- 『おんな牢秘図』 : 監督国原俊明、1970年10月14日公開
- 『秘録長崎おんな牢』 : 監督太田昭和、1971年5月26日公開
- 『若き日の講道館』 : 監督森一生、1971年10月2日公開

### テレビドラマ
- 『あの子が死んだ朝』 : 監督富本壮吉、大映京都撮影所・日本テレビ放送網、1972年1月4日 - 同年2月8日放映
- 『夫婦旅日記 さらば浪人』 : 監督森一生・工藤栄一・田中徳三・安田公義・太田昭和・勝新太郎・黒木和雄・森川時久・南野梅雄・井上梅次・島田開、勝プロダクション・フジテレビジョン、1976年4月5日 - 同年9月27日放映